# Turbulent (U-Boot, 1941)
HMS Turbulent (Kennung: N98) war ein U-Boot der britischen Royal Navy im Zweiten Weltkrieg. Es wird seit März 1943 im Mittelmeer vermisst.

## Einsatzgeschichte
Die Turbulent wurde erfolgreich im Mittelmeer eingesetzt. Zwischen März 1942 und Februar 1943 versenkte das Boot sechs griechische und zwei italienische Segelschiffe, ein deutsches und acht italienische Frachtschiffe, einen italienischen Tanker, den Hilfs-U-Boot-Versorger Bengasi der deutschen Kriegsmarine und einen Zerstörer der italienischen Regia Marina. Außerdem konnte die Turbulent den italienischen Frachter Nino Bixio und einen italienischen Tanker schwer beschädigen. Der tragische Torpedoangriff auf die Nino Bixio am 17. August 1942 kostete über 300 alliierten Kriegsgefangenen das Leben; an Bord des italienischen Transportschiffes befanden sich zum Zeitpunkt des Angriffes weit mehr als 2000 Kriegsgefangene.
Die Turbulent verließ die Basis in Algier am 23. Februar 1943, um eine weitere Feindfahrt anzutreten. Vermutlich wurde das Boot am 12. März 1943 bei La Maddalena von italienischen Torpedobooten mit Wasserbomben versenkt. Eine weitere Möglichkeit wäre ein Minentreffer. Das Boot wurde am 23. März 1943 als vermisst erklärt. Es gab keine Überlebenden.
Kommandant der Turbulent war während der gesamten Dienstzeit, vom August 1941 bis zum 23. März 1943, Lt.Cdr. (ab 31. Dezember 1941 Cdr.) John Wallace Linton.

## Kampferfolge (Auswahl)
| Datum             | |
| ----------------- | --- |
| 2. März 1942      | Turbulent versenkte im Thermaischen Golf die griechischen Segelschiffe Prodromos und Aghios Apostolos mit dem Deckgeschütz. |
| 3. März 1942      | Turbulent versenkte im Thermaischen Golf die griechischen Segelschiffe Aghios Yonizov, Evangelista und Aghios Dyonysios mit dem Deckgeschütz. |
| 13. März 1942     | Turbulent versenkte mit Bordartillerie vor Mykonos das griechische Segelschiff Aghia Traio. |
| 7. April 1942     | Turbulent versenkte vor Kotor (Jugoslawien) den italienischen Frachter Rosa M. (271 BRT) mit dem Deckgeschütz. |
| 14. April 1942    | Turbulent versenkte vor Šibenik (Jugoslawien) das italienische Segelschiff Franco (etwa 200 BRT) mit dem Deckgeschütz. |
| 16. April 1942    | Turbulent torpedierte und versenkte vor Brindisi bei 40° 50′ N, 17° 37′ O den italienischen Frachter Delia (5406 BRT). |
| 14. Mai 1942      | Turbulent versenkte mit Bordartillerie zehn Seemeilen vor Apollonia (Griechenland) das italienische Segelschiff San Giusto (243 BRT). |
| 18. Mai 1942      | Turbulent torpedierte und versenkte westlich von Bengasi bei 32° 47′ N, 18° 51′ O den italienischen Frachter Bolsena (2384 BRT). |
| 29. Mai 1942      | Turbulent torpedierte und versenkte 70 Seemeilen nordwestlich von Bengasi bei 33° 7′ N, 19° 28′ O den italienischen Zerstörer Emanuelle Pessagno (1917 ts) und den italienischen Frachter Capo Arma (3172 BRT).                                                          |
| 24. Juni 1942     | Turbulent torpedierte und versenkte fünf Seemeilen westlich von Ghimenes in der Großen Syrte den italienischen Frachter Regulus (1085 BRT). |
| 17. August 1942   | Turbulent torpedierte und beschädigte zwölf Seemeilen südwestlich von Pylos bei 36° 35′ N, 21° 34′ O den italienischen Transporter Nino Bixio (7137 BRT). An Bord des italienischen Schiffes befanden sich über 2000 Kriegsgefangene, von denen über 300 den Tod fanden. |
| 19. August 1942   | Turbulent torpedierte und beschädigte vor Andikythira den italienischen Tanker Pozarica (7751 BRT). |
| 8. Oktober 1942   | Turbulent versenkte vor Ras al Hilal (Libyen) den deutschen Frachter Kreta (1013 BRT) mit dem Deckgeschütz. |
| 11. November 1942 | Turbulent torpedierte und versenkte zehn Seemeilen nordöstlich von Capo Carbonara (Sardinien) bei 39° 10′ N, 9° 39′ O das deutsche Hilfs-Versorgungsschiff Bengasi (1554 BRT).                                                                                           |
| 29. Dezember 1942 | Turbulent torpedierte und versenkte östlich von Capo Ferrato (Sardinien) bei 39° 17′ N, 9° 41′ O den italienischen Frachter Marte (5290 BRT). |
| 11. Januar 1943   | Turbulent torpedierte und versenkte vor Kotor den italienischen Frachter Vittoria Beraldo (547 BRT). |
| 1. Februar 1943   | Turbulent torpedierte und versenkte vor Kap San Vito (Sizilien) bei 38° 13′ N, 12° 50′ O den italienischen Frachter Pozzuoli (5345 BRT). |
| 5. Februar 1943   | Turbulent torpedierte und versenkte vor Palermo den italienischen Tanker Utilitas (5342 BRT). |